# Linea di successione al trono di Spagna

Lo stemma della monarchia spagnola.

La linea di successione al trono di Spagna (in spagnolo Sucesión al trono de España) segue un criterio di preferenza degli eredi maschi, secondo i principi della legge semisalica. 
Il vertice dello Stato spagnolo si configura come un organo costituzionale denominato Corona, il cui titolare ha il titolo costituzionale di Re di Spagna o di Regina di Spagna. La titolarità della Corona si trasmette ereditariamente in maniera conforme alle leggi di successione espresse dall'articolo 57 della Costituzione spagnola del 1978.

## Leggi di successione
La costituzione spagnola stabilisce, all'articolo 57.1, che la Corona di Spagna è ereditaria fra i successori del re Juan Carlos di Borbone, legittimo erede della dinastia storica.
Il termine "successori", di cui all'articolo 57.1 della costituzione, non è sinonimo di "discendenti", in quanto la successione al trono non è limitata a figli e nipoti del re, ma comprende anche fratelli, sorelle, zii, zie, cugini e cugine del sovrano, in modo da comprendere per intero tutti i membri della dinastia storica. La costituzione affronta anche l'ipotesi dell'estinzione dell'intera Casa di Borbone. Il paragrafo 3 dell'articolo 57, in questo caso, stabilisce che il parlamento provvederebbe a nominare un nuovo re.

### Ordine di successione
La successione al trono di Spagna segue un ordine regolare di primogenitura, preferendo sempre la linea anteriore a quella posteriore. Nella stessa linea, dal grado più prossimo al più remoto. Nello stesso grado, da quello maschile a quello femminile. Nello stesso sesso, dalla persona più anziana a quella più giovane. Questa regola sancisce che la corona passi dal re al suo figlio maschio e alla di lui discendenza, poi ai fratelli del re e ai loro discendenti, sempre in ordine di età e con la precedenza dei maschi sulle femmine fra le persone con lo stesso grado di parentela.

### Volontà di riforma costituzionale
La preferenza dei maschi sulle femmine, anche se il maschio è più giovane, è un punto della costituzione molto controverso e spesso poco apprezzato dalla popolazione spagnola. L'ex capo del governo José Luis Rodríguez Zapatero incluse questa modifica nel suo programma elettorale e il Partito Popolare, il principale partito di opposizione, guidato da Mariano Rajoy, ha manifestato diverse volte il suo accordo sopra un'eventuale modifica della costituzione per equiparare i sessi nella linea di successione al trono, soprattutto dopo la nascita della figlia primogenita di re Filippo VI, la principessa Leonor, la quale, quando succederà al padre sul trono, diventerà la prima regina regnante di Spagna dai tempi di Isabella II, in carica dal 1833 al 1868, e la seconda in assoluto in tutta la storia spagnola. La proposta di riforma costituzionale ha però perso urgenza in quanto anche il secondogenito di re Filippo VI è una femmina (l'Infanta Sofia) e in considerazione dell'età della regina Letizia. Inoltre, in tutta la linea di successione al trono (vedi paragrafo seguente) non vi è alcun caso di persona di sesso femminile "scavalcata" da persone di sesso maschile. La successione al trono è trattata nel titolo II della costituzione, che tratta della corona, e perciò richiede un procedimento aggravato in caso di modifica costituzionale.

## Linea di successione
La linea di successione, a partire dai discendenti del re emerito Juan Carlos I di Spagna, è la seguente:
- Sua maestà il re Juan Carlos I di Spagna (1938), primo figlio di Giovanni di Borbone-Spagna
  -  Sua maestà il re Filippo VI di Spagna, nato nel 1968, primo figlio maschio di re Juan Carlos I ed attuale sovrano della Spagna
    -  1. Sua altezza reale, Doña Leonor di Borbone-Spagna, principessa delle Asturie, nata nel 2005, prima figlia di re Filippo VI
    -  2. Sua altezza reale l'infanta Sofia di Borbone-Spagna, nata nel 2007, seconda figlia di re Filippo VI

  -  3. Sua altezza reale l'infanta Elena di Borbone-Spagna, duchessa di Lugo, nata nel 1963, figlia maggiore del re Juan Carlos
    -  4. Sua eccellenza Don Felipe Juan de Marichalar y de Borbón, nato nel 1998, primo figlio dell'infanta Elena
    -  5. Sua eccellenza Doña Victoria Federica de Marichalar y de Borbón, nata nel 2000, seconda figlia dell'infanta Elena

  -  6. Sua altezza reale l'infanta Cristina di Borbone-Spagna, nata nel 1965, figlia minore del re Juan Carlos
    -  7. Sua eccellenza Juan Valentín Urdangarín y de Borbón, nato nel 1999, primo figlio dell'infanta Cristina
    -  8. Sua eccellenza Pablo Nicolás Urdangarín y de Borbón, nato nel 2000, secondo figlio dell'infanta Cristina
    -  9. Sua eccellenza Miguel Urdangarín y de Borbón, nato nel 2002, terzo figlio dell'infanta Cristina
    -  10. Sua eccellenza Irene Urdangarin y de Borbón, nata nel 2005, quarta figlia dell'infanta Cristina

Legenda:
- : simbolo di un sovrano precedente.
- : simbolo del sovrano regnante.

Dopo la discendenza diretta del re Juan Carlos, la definizione della linea di successione si complica. Infatti, prima della restaurazione della dinastia borbonica nel 1975, molti membri della famiglia reale contrassero matrimoni con persone non appartenenti a famiglie reali e, in ossequio alla Pragmatica Sanzione del 1767 emanata da Carlo III, rinunciarono ai loro diritti. Tuttavia, tali rinunce, avvenute prima della promulgazione della Costituzione nel 1978, non sono state formalizzate con leggi organiche, come richiesto dall'attuale Costituzione all'articolo 57, c. 5 e il Governo non si è pronunciato sulla validità delle stesse.
Entrambe le sorelle di Juan Carlos, l'infanta Pilar duchessa di Badajoz (1936–2020) e l'infanta Margherita duchessa di Soria rinunciarono ai loro diritti rispettivamente nel 1967 e nel 1972.
La stessa linea reale dalla quale discende Juan Carlos fu favorita a quella dello zio Giacomo duca di Segovia che aveva più volte rinunciato ai suoi diritti e dal quale discende Luigi Alfonso di Borbone, "primogenito" morganatico della Casa di Borbone di Francia (Luigi XX).

## Perdita dei diritti di successione
Una persona inclusa nella linea di successione può perdere i propri diritti ed essere dunque esclusa dalla linea stessa se contrae matrimonio senza l'obbligatorio assenso del re e del parlamento. L'autorizzazione al matrimonio deve essere manifestata in maniera esplicita.

### La Prammatica Sanzione del 1776
La Prammatica Sanzione del 23 marzo 1776, relativa ai matrimoni in Spagna, conteneva disposizioni particolari concernenti la Famiglia Reale e i Grandi di Spagna: questi ultimi erano obbligati a richiedere l'assenso reale al matrimonio, pena la perdita dei beni e degli onori spettanti alla loro discendenza (art. XI). Tuttavia, in caso di matrimonio diseguale, neppure il regio assenso poteva impedire la perdita di titoli, onori, stemma e nome di famiglia (art. XII).
La Prammatica Sanzione venne richiamata espressamente da successivi atti e fu considerata valida almeno fino alla proclamazione della seconda repubblica spagnola nel 1931. La necessità di contrarre matrimoni esclusivamente con altri membri di famiglie reali venne considerato criterio indispensabile per la successione al trono da Alfonso XIII, anche nel suo esilio, e da suo figlio Giovanni fino alla rinuncia ai suoi diritti di successione nel 1977.
Se la Prammatica Sanzione fosse ancora in vigore (perché non risulta sia stata mai ufficialmente abolita), l'immediato successore del re Juan Carlos I e di suo figlio Filippo VI sarebbe stato il principe Pietro di Borbone delle Due Sicilie (*1968), tuttavia, avendo contratto un matrimonio considerato morganatico in Spagna, dopo di lui, la successione si avvicenda in questo modo:
1. Sua Altezza Reale il principe Carlo Saverio di Borbone-Parma (*1970).
2. Sua altezza reale il principe Carlo Enrico Leonardo di Borbone-Parma, figlio di Carlo Saverio.
3. Sua altezza reale il principe Giacomo Bernardo di Borbone-Parma, fratello di Carlo Saverio.
4. Sua altezza reale il principe Sisto Enrico di Borbone-Parma, zio di Carlo Saverio.
5. Sua altezza reale la principessa Maria Paloma Diana Irene di Borbone-Due Sicilie, sorella di Pedro di Borbone delle Due Sicilie e unica figlia di Carlo Maria di Borbone delle Due Sicilie ad avere contratto matrimonio fra eguali.
6. Sua altezza imperiale e reale il principe Johannes Rudolf Antonio Maria d'Asburgo-Lorena, arciduca d'Austria.
7. Sua altezza imperiale e reale il principe Ludwig Christian Fransikus Maria d'Asburgo-Lorena, arciduca d'Austria.
8. Sua altezza imperiale e reale il principe Philipp Jozef Christian Maria d'Asburgo-Lorena, arciduca d'Austria.
9. Sua altezza imperiale e reale la principessa Isabelle Rocio Maravillas Lourdes d'Asburgo-Lorena, arciduchessa d'Austria.
10. Sua altezza imperiale e reale la principessa Carlotta Adelaïde Teresa María d'Asburgo-Lorena, arciduchessa d'Austria.